# 炮击天安门案

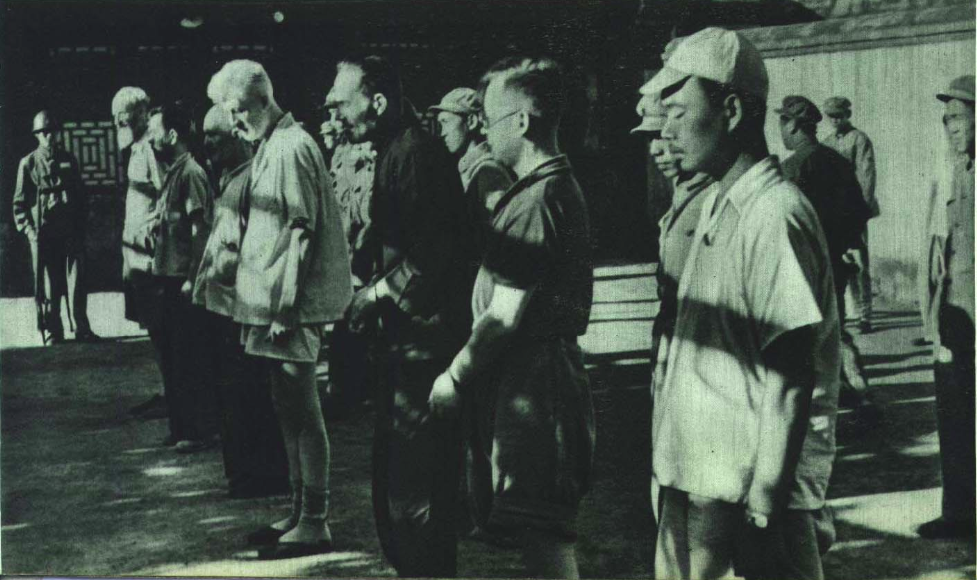
1950年“炮击天安门案主犯”于1951年8月17日被执行枪决。

炮击天安门案指1950年代发生在中华人民共和国首都北京市的一宗国际间谍案。

## 经过
早在1950年4月，李安东、山口隆一等人就引起了北京市公安局侦讯处的注意。时任北京市公安局侦讯处处长的狄飞曾下令要求侦察员高度注意这两个人的活动。
当年9月18日，侦讯处截获了山口隆一寄往日洲产业株式会社的一封厚厚的航空信件，信以英文拼成日文音，用英文打字机打印而成。信件中，有一张手绘的天安门射击草图稿，上面绘有华表、金水桥、天安门城楼，还有两条又黑又粗的抛物线，一条指向天安门城楼顶部中央，旁边有日文注解：“从日本买来的消防压水机，能超过这个屋顶。”另一条指向天安门中央主席台的一个人，左边用日文写着：“到现在水还是达不到这里。”信中还有一段文字：“每当政府祭礼之日，政府中有名望的人在天安门城楼上，检阅军队分列式和民众行列，以前的消防压水机仅能压至毛泽东所站位置……”
狄飞对这一信件极为重视。鉴于天安门这一地点的敏感性，他认为这并不仅仅是试验消防灭火压水机的草图。狄飞很快将此事报告给北京市公安局，并拿着截获的草图和信件找到公安部政治保卫局调研处处长李广祥。调研处调研科科长曹纯之看到草图，立即回忆起公安部一个外线侦察组曾于当年7月份发现山口隆一在天安门前画图。
经过分析，公安人员认定这张图是以“消防试验”为幌子，实则把天安门作为炮击目标。1950年9月28日清晨，中央人民政府公安部及中国人民解放军北京市军事管制委员会在北京将李安东、山口隆一等六人逮捕。公安人员从李安东处查获六零迫击炮（60mm口径，圆柱炮腿）一门，手枪一支，手枪及步枪子弹二百三十五发。查获的六零迫击炮，射角45—85度，最小射程50米，最大射程是3500米。李安东、山口隆一等人住在甘雨胡同，离天安门最远，但直线距离也没有超过2000米。如果六零迫击炮架在任何一人的家中，天安门都在有效射程之内，后果不堪设想。
1951年8月17日，中国人民解放军北京市军事管制委员会军法处认定李安东、山口隆一等六人为美国政府收集情报的间谍，受到前美国驻华大使馆驻北平武官处武官包瑞德上校的指挥，企图在10月1日国庆大典时用迫击炮等武器轰击天安门城楼检阅台，刺杀中共领导人。据此，判处李安东和山口隆一死刑，其余5名罪犯被分别判处无期徒刑和有期徒刑。
因罗马教廷驻华公使黎培里的北平代表马迪懦涉案，1951年9月，中国人民解放军南京市军事管制委员会将黎培里驱逐出境。

## 嫌犯信息
| 姓名                              | 国籍   | 当时年龄 | 当时身份                                             | 当时住址                         | 判处刑罚                                   |
| --------------------------------- | ------ | -------- | ---------------------------------------------------- | -------------------------------- | ------------------------------------------ |
| 李安东（Antonio Riva）            | 義大利 | 55       | 天津老世昌公司（James Walter and Sons Co.）北京代理人                         | 北京市第一区甘雨胡同乙十七号     | 死刑（宣判后立即被绑赴天桥刑场，执行枪决） |
| 山口隆一                          | 日本   | 47       | 台基厂大街北京法文图书馆中文部图书目录编辑           | 北京市第一区甘雨胡同十六号       | 死刑（宣判后立即被绑赴天桥刑场，执行枪决） |
| 马迪懦（Tarcisio Martina）        | 義大利 | 64       | 天主教易县教区主教、罗马教廷驻华公使黎培里的北平代表 | 北京市第一区乃兹府甲六号         | 无期徒刑（1954年被驱逐出境）               |
| 魏智（）                          | 法國   | 52       | 台基厂大街北京法文图书馆经理                         | 北京市第五区南池子官豆腐房十五号 | 有期徒刑十年                               |
| 哲立（Quirino Victor Lucy Gerli） | 義大利 | 56       | 教员                                                 | 北京市第一区船板胡同五十五号     | 有期徒刑六年                               |
| 甘斯纳（Walter Genthner）         | 德国   | 39       | 德国宝世公司（Robert Bosch Co.Ltd.）北平代理人                           | 北京市第一区甘雨胡同丙十七号     | 有期徒刑五年                               |
| 马新清                            | 中国   | 31       | 曾任美军翻译                                         | 北京市第五区南池子普渡寺东巷九号 | 有期徒刑九年                               |

## 后续
周恩来曾在1971年表示，指控包瑞德卷入炮击天安门案件是个错误，欢迎包瑞德来中国访问。

## 备注
1. ↑  李安东又名汤尼（Tony）[2]
2. ↑  山口隆一英文化名Frank，法文化名Francois Antoine，中文化名刘逸[2]